# Anoura geoffroyi
Anoura geoffroyi е вид бозайник от семейство Американски листоноси прилепи (Phyllostomidae).

## Разпространение и местообитание
Видът се среща от Северно Мексико, през голяма част от Централна Америка, Северна Южна Америка и Перу до части от Боливия и Бразилия, на юг от басейна на Амазонка. Наблюдаван е също така в Тринидад и Гренада. Прилепът обитава борови и дъбови гори между 400 и 2500 метра надморска височина.